# Batalha do Rio de Janeiro (1711)
A Batalha do Rio de Janeiro foi um ataque que ocorreu em setembro de 1711 no porto do Rio de Janeiro na Guerra da Sucessão Espanhola por uma esquadra francesa sob comando de René Duguay-Trouin. Os defensores portugueses, incluindo o governador da cidade e um almirante da frota ancorada lá, não foram capazes de oferecer resistência eficaz, apesar das vantagens numéricas.
Quatro navios portugueses foram perdidos, e a cidade teve que pagar um resgate para evitar a destruição de suas defesas.

## Antecedentes
Havia várias razões para os franceses planejarem um ataque ao Rio de Janeiro. Em primeiro lugar, o comandante René Duguay-Trouin tinha uma razão pessoal: ele estava quase falido. O segundo motivo foi político. A guerra não estava indo bem para a França. Após a derrota na Batalha de Malplaquet, o inimigo estava em solo francês e a moral dos franceses estava baixa. Um sucesso militar era urgente. O terceiro motivo era uma questão de honra. No ano anterior, um bucaneiro, Jean-François Duclerc tinha tentado um ataque ao Rio de Janeiro, mas esta expedição tinha terminado em desastre; Duclerc e 600 de seus soldados foram capturados e mantidos em condições inaceitáveis. Os portugueses se recusaram a trocar esses prisioneiros como foi estipulado em um tratado Franco-Português de 1707; Além disso, Duclerc foi morto na prisão em circunstâncias misteriosas em maio  de 1711. Os franceses queriam libertar esses prisioneiros e, possivelmente, conquistar algum território brasileiro.

## Preparativos
Em dezembro de 1710 o rei Luís XIV aprovou o plano de Duguay-Trouin e lhe forneceu uma frota de 17 navios, transportando um total de 738 canhões e 6 139 homens. O tesouro francês não poderia financiar o armamento da esquadra e, portanto, Duguay-Trouin teve que procurar financiadores privados em Saint-Malo e na Corte Real; ele recebeu um apoio significativo do Conde de Toulouse.
Finalmente, os navios poderiam ser preparados e para enganar a Marinha britânica, aliada dos portugueses, os navios foram preparados em diferentes portos, e partiram em momentos diferentes, e se reencontraram em La Rochelle em 9 de junho de 1711. Inteligência britânica, no entanto, estava ciente do objetivo de Duguay-Trouin, e tinha enviado cartas para avisar os portugueses, tanto em Portugal como no Rio de Janeiro. Eles também enviaram uma frota sob comando de John Leake para bloquear Duguay-Trouin, antes que ele zarpasse de Brest; mas chegaram com dois dias de atraso.

## A batalha

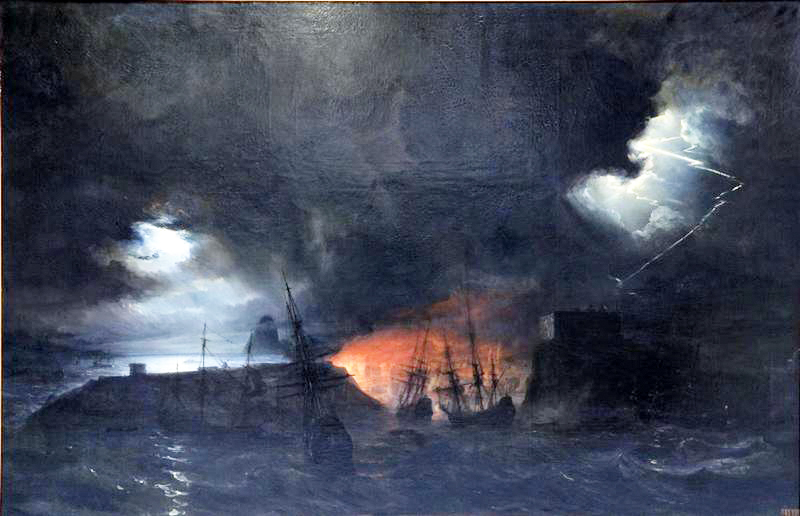
Entrada da esquadra francesa em porto do Rio de Janeiro

Apesar do alerta britânico, o surgimento dos franceses no porto do Rio de Janeiro em 12 de setembro foi uma surpresa. A notícia britânica, quando chegou em agosto, levou o governador Francisco de Moraes de Castro a chamar uma milícia e aumentar a prontidão, e rumores de velas de navios de Cabo Frio no início de setembro tinha elevado o alerta. No entanto, em 11 de setembro, o governador ordenou a milícia a se retirar, assim como Duguay-Trouin estava se preparando para sua abordagem no porto. O comandante do Le Lys, Courserac, liderou a esquadra diretamente na Baía de Guanabara, entre os fortes que revestem a entrada do porto, e em linha reta de sete navios de guerra portugueses que estavam ancorados lá. O comandante da frota Portuguesa, o almirante Gaspar da Costa, não podia fazer nada, embora tenha cortado as cordas na esperança de conseguir colocar os seus navios em movimento. Três navios de guerra foram destruídos pelos portugueses para impedir a sua captura; o quarto foi tomado pelos franceses e foi queimado. A artilharia dos fortes, continuou após a ordem de se retirar, fez danos à frota francesa, causando 300 mortes antes dos navios saírem do alcance.
Após 3 dias de bombardeios, os franceses desembarcaram 3 700 homens para atacar a cidade. O governador do Rio de Janeiro, Francisco de Moraes de Castro, tinha fortificado a cidade após os ataques franceses nos anos anteriores, mas muito fracamente comandou a defesa, que dobrou sob o bombardeio francês. Depois de um conselho em 21 de setembro em que Moraes ordenou os defensores da cidade a manter a linha defesa, a milícia começou a desertar, naquela noite, após o qual teve início a uma batalha terrestre da cidade, que incluiu o governador. Sob as circunstâncias desorganizadas, os prisioneiros franceses da expedição de Duclerc fugiram da prisão.

## Consequências
Duguay-Trouin, que estava se preparando para invadir a cidade, quando foi alertado na batalha da chegada de um dos homens de Duclerc. Ao longo dos próximos dias, os franceses ganharam o controle de todos os pontos fortes da baía, mas a oferta da cidade de ouro era ilusão. Avisado de que reforços de São Paulo sob o comando de António de Albuquerque estavam a caminho, ele ameaçou Moraes com a destruição das defesas da cidade se um resgate não fosse pago, o que Moraes concordou em fazer. Quando os franceses deixaram a cidade, foram com saque de estimado em 4 milhões de libras, incluindo um carregamento de escravos africanos, que Duguay-Trouin mais tarde iria vender em Caiena, Guiana Francesa.
A expedição foi um sucesso militar para os franceses, e um sucesso financeiro para os seus investidores. E a Marinha francesa tinha provado que ainda era capaz de atacar em grandes distâncias. Esta ação provocou muitos problemas nas relações entre a França e Portugal em muitos anos.
Do outro lado, o governador Castro Morais, anteriormente aclamado por ter rebatido um ataque francês no dia 19 de setembro de 1710, agora enfrentava a dama de incompetente e covarde. Os moradores e camaristas do Rio de Janeiro perguntavam-se a razão dele ter entregue o resgate sem a consulta a nenhuma outra autoridade, quando era sabido que reforços estavam a caminho. O clima de insatisfação era tamanho, principalmente por que o resgate parte do resgate foi tirado dos bolsos dos habitantes, a câmara julgava tirânica a atitude do governador e escreveu ao conselho ultramarino, argumentando que uma praça tão importante como o Rio de Janeiro não deveria ficar sob administração de uma pessoa assim.
A coroa portuguesa, temendo uma revolta por insatisfação da população, rapidamente tomou medidas. Francisco de Castro Morais foi afastado e posteriormente condenado ao degredo na Índia por cerca de 20 anos. Antônio de Albuquerque foi escolhido como interino até a chegada de Francisco Xavier de Távora em 1713, o novo governador.